# Élie Salomon François Reverdil

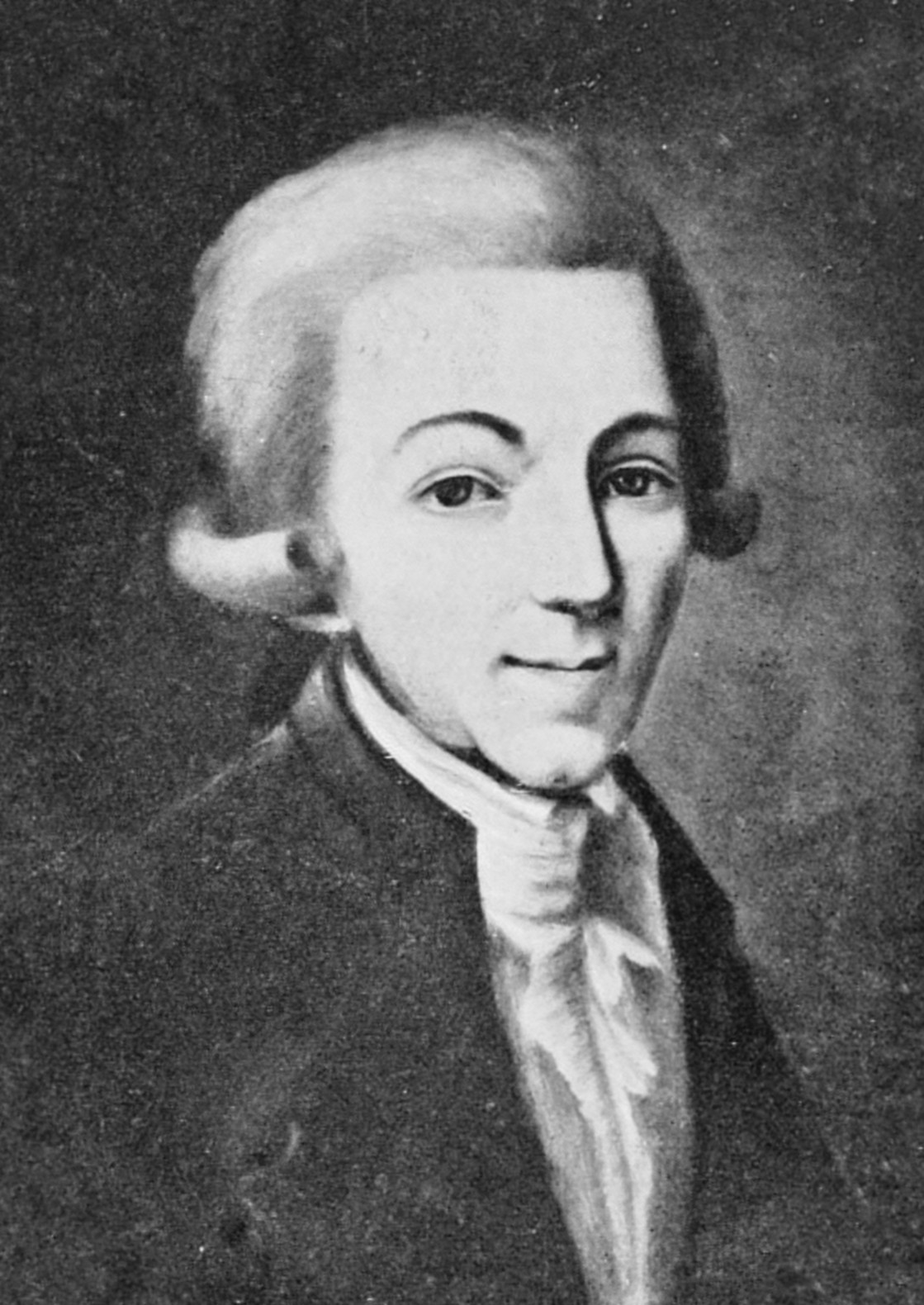
Élie Salomon François Reverdil.

Élie Salomon François Reverdil, född den 19 maj 1732 i Pays de Vaud, död den 4 augusti 1808, var en schweizisk lärd.
Reverdil studerade teologi i Genève och kom 1758 till Danmark, där han blev lärare i matematik vid konstakademien och 1760 för kronprins Kristian. Då denne som Kristian VII besteg tronen, 1766, utnämndes Reverdil först till föreläsare och sedan till kabinettssekreterare. 
Sitt inflytande begagnade han att förbereda böndernas frigörelse och utsågs 1767 till medlem av "landbokommissionen", men avskedades och landsförvisades i november samma år, säkerligen på de adliga ministrarnas önskan till följd av hans iver för bondeståndet, men även delvis på anstiftan av kungens gunstling greve Holck, på grund av att Reverdil försökt motarbeta kungens utsvävningar. 
Reverdil flyttade då tillbaka till Schweiz, men inkallades åter i juni 1771 av Struensee för att sällskapa med den sinnessjuke Kristian VII, avlägsnades ånyo i februari 1772 efter Struensees fall och vistades sedan i sitt hemland till sin död. Reverdils Struensee ou la cour de Copenhague 1760-72 (1858; dansk översättning 1859) innehåller värdefulla upplysningar både om Kristian VII och om Struensees förhållande till drottning Karolina Matilda.